# Дымовая труба
Дымова́я труба́ (дымоход) — инженерная система жизнеобеспечения зданий и сооружений, предназначенная для отведения продуктов сгорания от работающих теплогенерирующих аппаратов (паровых и водогрейных котлов, печей) в атмосферу, посредством естественного или принудительного побуждения тяги, на безопасную высоту (удалённость) для людей и зданий. Промышленные дымовые трубы выполняются преимущественно вертикальными и цилиндрическими, могут достигать до нескольких сотен метров в высоту.
Принцип действия дымовой трубы, может быть как с естественной тягой, так и при помощи механических побудителей тяги, обеспечивает перемещение массы дымовых газов в направлении к устью трубы.
Материалы для изготовления дымоходов:
1. Керамический кирпич, толщина стенок минимально 120 мм;
2. Жаростойкий бетон, минимальная толщина стенок 65 мм
3. Асбестоцементные трубы, с ограничением максимальной температуры в 300 градусов по Цельсию;
4. Материалы обоснованные проектным расчетом на каждый из объектов индивидуально;
5. Материалы допущенные к применению согласно сертификации заводов-изготовителей.

Дымоходы изготавливались из природного камня, кирпича, керамики, асбоцемента, металла или бетона.
В настоящее время для выпуска дымоходов применяются: вермикулитобетон, эмалированные трубы, стеклянные и композитные материалы.
Высота дымоходов один из основных параметров дымовых труб. Определяется: работоспособностью аппаратов, отношением к препятствиям и безопасностью относительно людей и зданий.
Сечение дымоходов — основной параметр определяющий пропускную способность канала. Выбирается площадь сечения канала согласно расчетам, нормативам и документам производителей оборудования.
В системах, использующих дымохо́ды — вертикальные, наклонные и горизонтальные каналы для отвода дымовых газов от горелок, печей, плит, и других устройств сжигания топлива — дымовая труба является концевым элементом дымоходной системы. Отводимые по дымоходу газы поступают в дымовую трубу, по которой они затем выпускаются в атмосферу. К одной трубе могут одновременно подсоединяться несколько дымоходов от различных потребителей (теплогенерирующих аппаратов), если это согласовано с нормативами и документами на оборудование.

## История
Впервые дымоход описал грек Теофраст в IV в. до н. э.
В античном мире использовались трубы внутри стен здания для отвода газов пекарен, однако настоящие трубы появились только в Европе в XII веке. Промышленные дымовые трубы появились в конце XVIII века.
Возникновение дымовых труб неразрывно связано с отопительными сооружениями. Наиболее простое из них — костёр, окружённый камнями. Такая отопительная «конструкция» позволяла в древности погреться у огня, приготовить нехитрую снедь, но не более. Вопросом как же запастись теплом про запас, люди стали задаваться гораздо позже, когда начали кочевать все дальше и дальше на север. К примеру, в Уссурийской зоне, по свидетельствам В. К. Арсеньева, писателя-путешественника, исследовавшего те края, жилища поселенцев из Кореи обогревались дымоходными каналами, т. н. печами кан, которые были проложены в полу дома и проходили в жилых зонах, обогревая их. Выходили продукты сгорания наружу через дуплистое дерево, заменявшее им внешнюю часть дымовой трубы.
На Руси отопление велось вообще без использования дымоходных труб — по-чёрному. До XVII столетия даже в условиях города у всех сословий печи отапливались таким способом. Данный метод отопления жилого помещения был небезопасен, поскольку в доме могли скапливаться вредные для человека угарные газы. Выглядело жилье, отапливаемое таким методом, не вполне презентабельно — стены и печи все время приходилось обновлять. Побелка печей ведётся очень давно, и изначально она была предназначена не для обеспечения эстетической привлекательности отопительной конструкции, а для отслеживания её рабочего состояния — на белой поверхности отчётливо проступают любые трещины и расщелины, так как на них оседает копоть.
С распространением дымовых труб во время промышленной революции в XIX веке стало использоваться понятие дымной промышленности — промышленности, которая требовала угольных электространций и дымовых труб.

## Назначение дымовых труб
Основным предназначением дымовых труб является отвод газов (продуктов сгорания топлива в топливнике). Вместе с ними через трубу удаляются дым, сажа, смола, водяные пары, паразитный воздух (не участвующий в горении), пепел, зола и копоть, которые, при неправильном формировании внутренних поверхностей дымохода, и при переохлаждении, могут оседать на его стенках, затрудняя в дальнейшем прохождение дымовых газов. Чтобы этого не происходило, необходимо внутреннюю поверхность дымоходных труб делать как можно более ровной и гладкой, без выбоин, щелей и выступов, чтобы саже и копоти не было за что «зацепиться». Но недопустимо выравнивать внутреннюю часть дымовой трубы оштукатуриванием.
Ещё одним предназначением дымовых труб является обеспечение нормальной тяги в печи, которая находится в прямом соотношении с сечением и высотой дымового канала. Температура продуктов сгорания на выходе из трубы должна превышать 373 К (около 100°С), что позволяет создавать в отопительной конструкции естественную тягу — путём замещения горячих слоев воздуха холодными. В связи с этим стенки дымовой трубы должны быть достаточно теплоизолированы.

## Конструкция и материалы
В России широко распространены дымовые трубы из кирпича. Кирпичная дымовая труба может состоять из следующих элементов (сверху вниз):
- металлический колпак (он же дымник, зонт или флюгарка)
- оголовок
- шейка
- увод оси в сторону
- боров
- откос
- выдра†
- стояк†(разговорное)
- дымовые (шиберные) задвижки;
- вьюшка;
- основание (опора)
- конденсатосборник с отводом конденсата
- дымовой патрубок, для подключения к источнику отводимого в трубу газа.
- дымооборот (канал внутри печи)
- фундамент

†Примечание. В местах соприкосновения участка трубы со строительными конструкциями здания или сооружения (крыша, перекрытия, стены, перегородки), используется распушка (разделка), обеспечивающая тепловую изоляцию и предупреждение возгорания конструкций.
Модульные дымовые трубы собирают из сборных металлических секций заводского изготовления. Металлические дымовые трубы могут быть самонесущими. Если труба не является самонесущей, секции трубы крепят к стенам, рамам, фермам или иным несущим конструкциям. Внешняя и внутренняя поверхности трубы могут делаться из разных металлов — к примеру, из кислотостойкой нержавеющей стали для внутренней поверхности и алюминия для наружной — а пространство между ними заполняться теплоизоляционным материалом.
Бетонные дымовые трубы могут изготавливаться из сборных элементов или монолитного бетона.

## Оголовок дымовой трубы
Служит многим целям: защита от снега и дождя, увеличение тяги, украшение крыши.

## Дымовая тяга
{\displaystyle Q=C\;A\;{\sqrt {2\;g\;H\;{\frac {T_{i}-T_{e}}{T_{i}}}}}}
| где: |                                                                              |
| Q    | = дымовая тяга/поток тяги, м³/сек                                            |
| A    | = сечение дымовой трубы, м² (подразумевается, что оно не меняется с высотой) |
| C    | = коэффициент расхода (обычно берётся от 0,65 до 0,70)                       |
| g    | = ускорение свободного падения, 9,807 м/сек²                                 |
| H    | = высота трубы, м                                                            |
| Ti   | = средняя температура внутри трубы, K                                        |
| Te   | = температура наружного воздуха, K                                           |

## Основные проблемы
Их две — отложения изнутри, которые сокращают сечение дымохода, и разрушение изнутри и снаружи самой трубы под действием агрессивных дымовых газов и ветровой нагрузки.
Также высокие трубы должны быть заметны издалека для летательных аппаратов. Для этой цели их красят преимущественно в интернациональные красный и белый цвета в соответствии с нормами авиационной безопасности (так называемая маркировочная окраска). Дело в том, что полосатая окраска почти моментально бросается в глаза, и лётчики (пилоты) видят, что на их пути препятствие.
Ночью на трубах должны гореть красные сигнальные огни. Предназначены они для той же цели, что и маркировочная красно-белая окраска. Иногда даже дымовые трубы оснащаются ночной подсветкой.

## Уход за дымовыми трубами
Дымовые трубы нуждаются в постоянном уходе — без этого они быстро теряют рабочую способность, засоряясь и забиваясь сажей и копотью. Чистку дымоходных труб необходимо проводить до или после отопительного сезона, то есть в то время, когда они не функционируют. Своевременное обследование трубы позволяет выявить возникшие дефекты и обеспечить нормальную циркуляцию воздуха в отопительном сооружении. Уход за дымовой трубой предполагает проверку подсоединений (патрубка, гильзы) и того, нет ли каких-либо выступлений, препятствующих подаче кислорода. При обнаружении трещин в трубе их необходимо устранять, поскольку попадание в них влаги может привести к полному разрушению труб в холодный период, когда вода в них, замёрзнув, расширит швы. Раствор из швов заменяют каждые пять-десять лет, что входит в капитальный ремонт дымовых труб. Профилактическая чистка труб предполагает удаление из канала пепла, сажи и копоти, осевших на его стенах. Одним из видов ремонта и улучшения характеристик дымохода является гильзовка.

## Другие применения
Некоторые высокие трубы используются в качестве держателя антенн передатчиков ТВ и мобильной связи, а иногда даже и в качестве опор ЛЭП (примеры: Конаковская ГРЭС в городе Конаково Тверской области, Выборгская ТЭЦ в Санкт-Петербурге и Каширская ГРЭС в Кашире). В этих случаях приходится принимать специальные меры по защите от коррозии, так как большинство дымовых газов коррозийно активны.
- Две дымовые трубы Конаковской ГРЭС используются также в качестве опор ЛЭП
- То же самое и на Выборгской ТЭЦ Санкт-Петербурга
- Каширская ГРЭС — ещё один пример

## Снос труб
Дымовые трубы обычно сносят путём направленного взрыва. Снос трубы взрывом является очень ответственной и опасной операцией, требующей сноровки. Только на подготовку может уйти не один день, килограммы (иногда десятки и даже сотни) взрывчатого вещества и многие метры детонирующего шнура. Подготовка заключается в ослаблении конструкции трубы в районе основания и грамотного размещения динамита и запальных шнуров. После того, как подготовка завершена, взрывотехники удаляются на безопасное расстояние, подают предупредительные сигналы и после этого включают электронный запал. Взрыв подрубает основание трубы, а далее она уже сама падает. Если динамит подложен правильно, то труба упадёт, практически не причинив вреда никаким расположенным поблизости объектам.
Если же взрыв применять опасно или нецелесообразно (например, экономически невыгодно), то снос производят, разбирая трубу по порядку сверху вниз, откалывая куски и сбрасывая обломки внутрь. Как только труба таким образом будет разобрана примерно наполовину, у неё подрубают фундамент и уже окончательно сносят с помощью металлических тросов, которые тянут трактора или другая спецтехника. Иногда методом подрубания производят снос сразу (если труба не слишком высокая). Также предварительно подрубленную трубу можно свалить толканием.

## Судовые трубы
Первое, что видно у приближающегося парового судна,— дымовая труба. Поэтому трубы красили в опознавательные цвета. С появлением дизельных судов трубы различного назначения стали объединять в общий кожух, который также называется трубой и служит для опознавания судна.

## Известные дымовые трубы
| Труба                     | Год постройки | Страна              | Город     | Высота | Примечания                                                                  | Фото |
| ------------------------- | ------------- | ------------------- | --------- | ------ | --------------------------------------------------------------------------- | ---- |
| Экибастузская ГРЭС-2      | 1987          | СССР ныне Казахстан | Экибастуз | 420 м  | Высочайшая труба в мире                                                     |      |
| Inco Superstack           | 1971          | Канада              | Садбери   | 385 м  | Высочайшая труба в Западном полушарии                                       |      |
| Берёзовская ГРЭС          | 1985          | Россия              | Шарыпово  | 370 м  | Высочайшая труба в России                                                   |      |
| Trbovlje Chimney          | 1976          | Словения            | Трбовле   | 360 м  | Высочайшая труба в Европе                                                   |      |
| Труба № 3 Приморской ГРЭС | 1990          | Россия              | Лучегорск | 330 м  | Высочайшая труба на Дальнем Востоке                                         |      |
| Харьковская ТЭЦ-5         | 1991          | Украина             | Харьков   | 330 м  | Одна из двух высочайших труб на Украине.                                    |      |
| Дымовая труба Анаконды    | 1919          | США                 | Анаконда  | 178 м  | Высочайшая кирпичная труба и, возможно, самое высокое сооружение из кирпича |      |
| Windscale Pile            | 1957          | Великобритания      | Селлафилд | 124 м  | Высочайшая труба АЭС; первый в мире инцидент, связанный с АЭС               |      |

На территории бывшего СССР возведено более сотни дымовых труб высотой 240—250 метров — из них первой была сооружена в 1966 году труба Каширской ГРЭС. Также построена 21 труба высотой 320—330 метров — первыми такой высоты достигли трубы Углегорской и Запорожской ГРЭС.

## Галерея
- Стальная дымовая труба на оттяжках. Они не позволяют ветрам опрокинуть трубу. Также верхушка трубы имеет флюгер, предохраняющий её от задувания
- Сигнальные огни, маркировочная окраска и ночная подсветка железобетонных дымовых труб (высота 100 метров)
- Эта кирпичная дымовая труба имеет высоту около 60 метров, не имеет сигнальных огней и маркировочной окраски, но оснащена ночной подсветкой
- Архангельская ТЭЦ. Одна из труб служит опорой ЛЭП. Таких примеров в бывшем СССР существует несколько